# Go Away from My World (canción)
«Go Away from My World» es una canción escrita por Jon Mark para la cantante británica Marianne Faithfull y orquestada por Mike Leander. Fue lanzada a través de un EP publicado en el Reino Unido en el sello Decca en 1965. Igualmente, en noviembre de ese mismo año, London Records la lanzó como sencillo en Estados Unidos con «Oh Look Around You» como lado B para promocionar el segundo álbum americano de la artista.

## Contexto
La letra tiene que ver supuestamente con la vida de la propia Faithfull, debido a que su relación amorosa con John Dunbar no estaba funcionando. En la letra se le pide al amante (o posiblemente a su esposo) que se fuera de su mundo y así poder soñar ella cómo hubiera sido su amor esperado.

## Recepción
El sencillo ingresó el 11 de diciembre de 1965 en la lista Billboard y el top 100 de Cash Box.
En Billboard se mantuvo por tres semanas. Ingresó con el puesto 94 y se retiró en Navidad con su mejor posición, el número 89.
Mientras tanto, en la lista top 100 de Cash Box se mantuvo por cuatro semanas. Su mejor posición la obtuvo la tercera semana, en Navidad, en el puesto 75. Fue el quinto y último sencillo de Faithfull en ingresar en la década de 1960 a esta lista.

## Promoción
Faithfull incluyó «Go Away from My World » entre las cinco canciones que interpretó durante la primavera de 1965 en el Olympia de París.
Además fue una de las canciones que interpretó en el programa Saturay Club, de la radio Light Programme de la cadena BBC, presentado por Brian Matthew.